# شهرستان ویرت
شهرستان ویرت (به انگلیسی: Wirt County) یک منطقهٔ مسکونی در ایالات متحده آمریکا است که در ویرجینیای غربی واقع شده‌است. شهرستان ویرت ۶۰۸٫۶۵ کیلومتر مربع مساحت و ۵٬۷۱۷ نفر جمعیت دارد.